# Dasycercus blythi
Dasycercus blythi es una especie de marsupial dasiuromorfo de la familia Dasyuridae de Australia. Es de dieta carnívora. Su peso corporal sobrepasa los 100 gramos, y los machos son ligeramente más grandes que las hembras. Su cabeza mide quince centímetros y la cola mide nueve.
Según Wilson & Reeder, D. blythi es sinónimo de Dasycercus cristicauda.

## Hábitat y distribución
Australia árida, desde el noroeste de Australia Occidental hasta sudoeste de Queensland y norte de Australia Meridional.